# Raión de Savran
El Raión de Savrán (ucraniano: Савра́нський райо́н) es un distrito del óblast de Odesa en el sur de Ucrania. Su centro administrativo es la ciudad de Savrán.
Tiene una superficie total de 618 km² y, según el censo de 2001, tiene una población de aproximadamente 22.000 habitantes.

## Localidades
- Baksha

- Bilousivka
- Baybuzivka

- Dubky
- Dubynove

- Het'manivka

- Hlybochok
- Kam'yane

- Kapustyanka
- Kontseba
- Kovbasova Poliana
- Kvitka

- Nedilkove

- Ostrivka
- Osychky

- Polianets'ke

- Savran
- Slyusarev
- Strutynka

- Vil'shanka

- Yosypivka